# نوریاکی تسوتسوی
نوریاکی تسوتسوی (انگلیسی: Noriaki Tsutsui؛ زادهٔ ۱۵ اوت ۱۹۷۶) بازیکن فوتبال اهل ژاپن است.
از باشگاه‌هایی که در آن بازی کرده‌است می‌توان به باشگاه فوتبال یوکوهاما مارینوس و باشگاه فوتبال آلبیرکس نیگاتا اشاره کرد.